# Serrat de la Corona
El Serrat de la Corona és una part del sector occidental de la Serra del Montsec, que separa la Conca de Tremp, al Pallars Jussà, de la vall d'Àger, a la Noguera. A ponent seu hi ha el cim de Sant Alís. El Serrat de la Corona, amb la Corona, de 1.566,5 m. alt., com a cim més elevat, conté l'Observatori Astronòmic del Montsec.